# Sigangtou (sockenhuvudort i Kina, Hunan Sheng, lat 29,18, long 110,67)
Sigangtou (kinesiska: 寺岗头, 金岩, 金岩土家族乡) är en sockenhuvudort i Kina. Den ligger i provinsen Hunan, i den södra delen av landet, omkring 250 kilometer nordväst om provinshuvudstaden Changsha. Antalet invånare är 15 540. Befolkningen består av 7 252 kvinnor och 8 288 män. Barn under 15 år utgör 16,0 %, vuxna 15-64 år 71 %, och äldre över 65 år 12,0 %.
Runt Sigangtou är det ganska tätbefolkat, med 199 invånare per kvadratkilometer. Närmaste större samhälle är Zhangjiajie, 19,8 km väster om Sigangtou. I omgivningarna runt Sigangtou växer huvudsakligen savannskog.
Genomsnittlig årsnederbörd är 1 766 millimeter. Den regnigaste månaden är maj, med i genomsnitt 286 mm nederbörd, och den torraste är december, med 22 mm nederbörd.